# Puto borealis
Puto borealis är en insektsart som först beskrevs av Borchsenius 1948.  Puto borealis ingår i släktet Puto och familjen ullsköldlöss. Inga underarter finns listade i Catalogue of Life.